# 阿倍野警察署
阿倍野警察署（あべのけいさつしょ）は、大阪府警察が管轄し、同市阿倍野区を所轄する警察署の一つである。

## 最寄り駅
- 地下鉄谷町線 阿倍野駅
- 阪堺電気軌道上町線 阿倍野駅、松虫停留場

## 交番一覧
- 阿倍野橋交番 - 大阪市阿倍野区阿倍野筋一丁目1番43号
- 金塚交番 - 大阪市阿倍野区旭町二丁目2番41号
- 三明町交番 - 大阪市阿倍野区三明町一丁目2番31号
- 聖天山公園交番 - 大阪市阿倍野区松虫通三丁目2番60号
- 晴明丘交番 - 大阪市阿倍野区北畠一丁目18番37号
- 高松交番 - 大阪市阿倍野区天王寺町北三丁目17番40号
- 西田辺交番 - 大阪市阿倍野区昭和町五丁目12番15号
- 阪南町交番 - 大阪市阿倍野区阪南町二丁目23番12号

## 重大な不祥事・出来事

### 巡査長不倫相手殺害事件（2015年）
2015年1月24日、本署地域課勤務の男性巡査長（27歳）が、不倫相手の社会福祉士の女性（23歳）宅（大阪市東住吉区）で女性の首をベルトで絞めるなどし、窒息死させた。10月6日、大阪地方裁判所は、元巡査長の男に懲役18年の実刑判決を言い渡した。裁判所は、殺害された女性は元巡査長が結婚していたことを知らず、巡査長が別の女性との結婚を知られ、勤務先や妻に交際が発覚するのを恐れて犯行に及んだという動機を認定した。現役警察官の起こしたこの殺人事件は、社会に多大なショックを与えた。

### 派出所襲撃
1969年9月22日夜、赤軍派の学生18人が分担して旭町一丁目けいら連絡所（元派出所）、金塚派出所、阪南北派出所（当時）に火炎瓶を投擲して放火。警官3人が負傷。

### 派出所爆破事件
1974年4月に阿倍野警察署管内の派出所で爆破事件もあり負傷者を出した。
「日曜日の爆弾魔事件」で騒がせた堺市の男子中学生（事件当時13歳）の犯行だった。